# Wamiqa Gabbi
Wamiqa Gabbi, née le 29 septembre 1993, est une actrice indienne. Elle travaille principalement dans des films et séries punjabi et hindi. Elle débuté avec un bref rôle dans le film hindi Jab We Met (2007) alors qu'elle était enfant. Elle a ensuite connu le succès en tant qu'actrice principale dans les films punjabi Tu Mera 22 Main Tera 22 (2013), Nikka Zaildar 2 (2017) et sa suite Nikka Zaildar 3 (2019) et Kali Jotta (2023).
Gabbi a également joué dans le film tamoul Maalai Naerathu Mayakkam (2016) et le film malayalam Godha (2017). Elle a aussi été reconnue pour ses performances dans la série de streaming hindi Grahan (2021), Mai : A Mother's Rage (2022) et Modern Love Mumbai (2022). Les deux derniers ont été réalisés par Vishal Bhardwaj. L'année 2023 a constitué un tournant dans sa carrière, alors qu'elle a interprété une actrice en herbe dans la série dramatique d'époque acclamée Jubilee et l'épouse d'un espion dans le thriller Khufiya de Bharadwaj, pour lequel elle a remporté un Filmfare OTT Award.

## Jeunesse
Gabbi est née dans une famille punjabi à Chandigarh le 29 septembre 1993,,. Son père Govardhan Gabbi est écrivain et écrit en hindi et en punjabi,. Elle a fait ses études à l'école St. Xavier de Chandigarh et a obtenu son diplôme en arts au DAV College de Chandigarh.

## Carrière

### Premières apparitions et croissance (2007-2019)
Gabbi a fait ses débuts au cinéma à l'âge de treize ans avec un bref rôle dans la comédie romantique hindi d'Imtiaz Ali Jab We Met (2007), jouant la cousine du personnage de Kareena Kapoor. Elle a admis se sentir incertaine quant à son avenir dans l'industrie cinématographique alors qu'elle travaillait sur le film, car elle ne venait pas d'une famille d'acteurs comme Kapoor. Après une série de seconds rôles dans Love Aaj Kal (2009), Mausam (2011) et Bittoo Boss (2012), Gabbi a eu son premier rôle principal en tant que Tanisha, une adolescente qui s'engage dans une relation avec un homme deux fois plus âgé qu'elle dans le drame de passage à l'âge adulte Sixteen (2013). Dans une critique pour Mumbai Mirror, Karan Anshuman a salué Gabbi comme « la vedette » d'un film médiocre. Le film s'est révélé être un échec commercial, après quoi elle a admis avoir presque abandonné sa carrière d'actrice en raison de refus constants,.

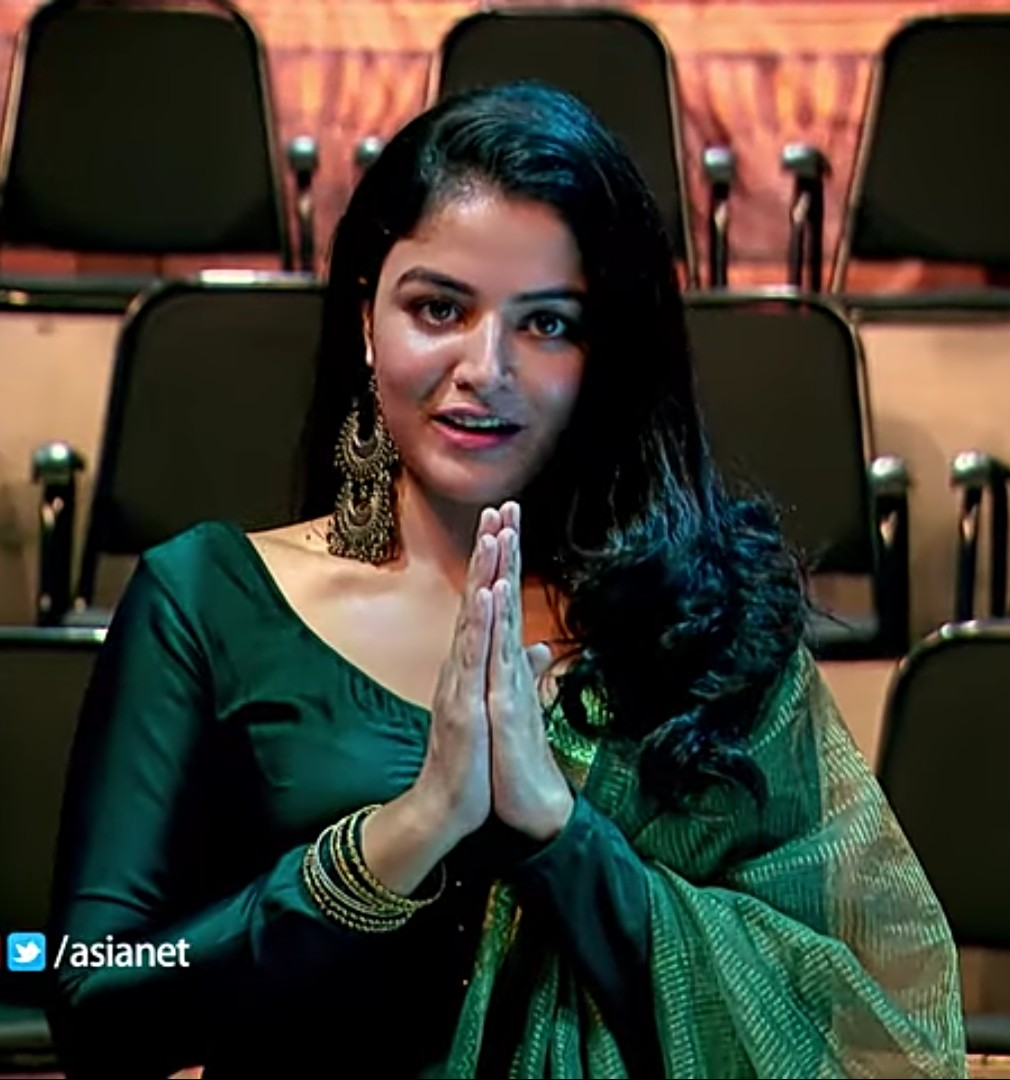
Gabbi en 2019

Gabbi a ensuite fait ses débuts dans le cinéma punjabi aux côtés d' Amrinder Gill et Yo Yo Honey Singh dans le film comique Tu Mera 22 Main Tera 22 qui fut un succès au box-office. Ses rôles ultérieurs dans les romances punjabi Ishq Brandy (2014) et Ishq Haazir Hai (2015) sont passés relativement inaperçus. Dans Bhale Manchi Roju, Gabbi s'est développée au cinéma Telugu face à Sudheer Babu en tant que femme enlevée le jour de son mariage. Réalisé avec un budget limité, le film a été un énorme succès au box-office[réf. nécessaire]. Elle a ensuite fait ses débuts dans le cinéma tamoul en 2016 lorsqu'elle a joué dans le drame romantique Maalai Naerathu Mayakkam, face à Balakrishna Kola. Elle a été attirée par le personnage car il s'éloignait des rôles « joyeux » qu'elle avait interprétés auparavant dans ses films punjabi. Tout en déplorant les thèmes régressifs du film, un critique du New Indian Express a qualifié Gabbi de « talent à surveiller ».
En 2017, elle fait ses débuts dans le cinéma malayalam avec la comédie sportive Godha face à Tovino Thomas . Pour se préparer à son rôle de lutteuse punjabi, elle s'est entraînée à ce sport à Amritsar, au Pendjab, et a vécu avec son entraîneur pendant un mois. Dans la scène de combat culminante du film, Gabbi a subi des blessures physiques sur tout son corps. Sa performance a été accueillie positivement par les critiques, Anna MM Vetticad de Firstpost la décrivant comme « lumineuse » et saluant sa représentation précise du langage corporel d'un lutteur professionnel. De plus, Deepa Soman du Times of India a noté qu'elle avait éclipsé la performance de Thomas. Godha est devenu un succès surprise au box-office. Gabbi a terminé l'année avec la suite spirituelle punjabi à succès commercial Nikka Zaildar 2 , pour laquelle elle a obtenu sa première nomination pour la meilleure actrice (critique) aux Punjabi Filmfare Awards,,. Parahuna était la seule sortie de Gabbi en 2018, un film que Sangeet Toor de Film Companion a décrit comme un « purement divertissant ».
En 2019, Gabbi a sorti cinq albums, dont quatre en pendjabi. Elle a commencé l'année en tant que membre d'un ensemble comprenant Prithviraj Sukumaran et Mamta Mohandas dans le film de science-fiction malayalam 9. Dans une critique mitigée pour Film Companion, Neelima Menon a écrit que Gabbi était « scintillante dans le rôle de l'étrangère mystérieuse ». Elle a ensuite continué avec les films punjabi banals de Nadhoo Khan et Dil Diyan Gallan ,. Gabbi est revenue dans la franchise Nikka Zaildar pour son troisième volet, dans le rôle d'une poétesse en difficulté prise dans un triangle amoureux face à Ammy Virk et Sonia Kaur. Gurnaaz Kaur de The Tribune a apprécié son ajout au film. Ce fut un succès commercial. Doorbeen, un drame centré sur le trafic de drogue illégal au Pendjab, a choisi Gabbi pour incarner l'amoureuse du personnage de Ninja. Elle a été attirée par « l'histoire unique » du film, qui explore un thème jusqu'alors inexploré dans le cinéma punjabi.

### Projets de streaming et percée (2020-présent)
Gabbi incarne une femme à l'esprit libre qui tombe amoureuse d'un bibliothécaire (joué par Tarsem Jassar ) qui souffre de troubles obsessionnels compulsifs  dans Galwakdi (2020). En 2021, elle revient au cinéma hindi après huit ans avec le drame sportif 83 de Kabir Khan, avec Ranveer Singh. Elle a eu un rôle secondaire en tant qu'épouse du joueur de cricket Madan Lal ; Gabbi a choisi de signer le film malgré tout par admiration pour Khan même si son rôle était bref. Elle a ensuite fait son incursion dans le streaming avec la série dramatique policière Grahan, dans laquelle elle incarne Manu, une fille sikh qui devient amoureuse d'un garçon hindou (joué par Anshuman Pushkar ) lors des émeutes anti-sikhs de 1984. Diffusée directement sur Disney+ Hotstar, elle a déclaré que le rôle l'avait aidée à se sentir « calme et paisible », car son personnage appartenait à une époque « où les gens ne savaient même pas ce que faisaient leurs amants ». Shweta Keshri d' India Today a écrit que Gabbi et Pushkar « rendent justice en donnant vie à la romance des années 80 à l'écran », mais Shefali Deshpande de The Quint a déploré que les « fausses taches de rousseur et le maquillage semblable à un filtre Instagram » de Gabbi nuisent à l'authenticité du personnage et a également critiqué les rôles mal écrits du couple,.

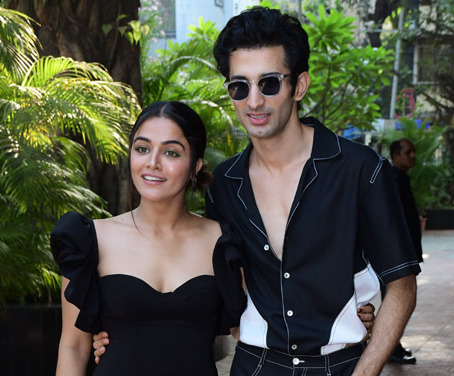
Gabbi avec sa co-star Sidhant Gupta faisant la promotion de Jubilee en 2023

Gabbi a joué dans deux séries en 2022, Mai : A Mother's Rage et Modern Love Mumbai , qui sont respectivement sorties sur Netflix et Amazon Prime Video. Dans la première, elle jouait une fille muette dont la mère (jouée par Sakshi Tanwar ) enquête sur les circonstances entourant sa mort. Gabbi a admis que le rôle « intense » lui avait coûté beaucoup sur le plan émotionnel, et qu'elle fondait souvent en larmes après avoir filmé plusieurs scènes ; cependant, elle jugeait essentiel que le public vive de telles scènes pour refléter la réalité. Dans un article pour le Times of India, Archika Khurana la décrit comme « particulièrement efficace » et Shubhra Gupta ' l'Indian Express note qu'elle « utilise avec éloquence la langue des signes » pour communiquer,. Dans le segment de Vishal Bhardwaj de cette dernière série d'anthologie, elle a joué le rôle d'une jeune femme gujarati naviguant dans sa relation avec un homme indochinois (joué par Meiyang Chang ). Elle a été attirée par l'exploration d'une culture différente à travers le personnage, car la plupart de ses rôles précédents ne lui offraient pas cette opportunité. L'accueil réservé à la série a été globalement favorable ; Anuj Kumar du Hindu a écrit que « Wamiqa et Chang s'intègrent sans effort dans leurs rôles ».
L'année 2023 s'est avérée être une percée pour Gabbi, au cours de laquelle elle est apparue dans six projets,,. Elle a commencé l'année dans le court métrage de Bhardwaj, Fursat, sur un scientifique (joué par Ishaan Khatter ) qui découvre un artefact qui le transporte dans le futur. Le tournage de Fursat a eu lieu sur l' iPhone 14 Pro en collaboration avec Apple Inc. car Bhardwaj a estimé que c'était une expérience « libératrice », par rapport au tournage avec des caméras traditionnelles,. Il était également initialement sceptique quant aux capacités de danse de Gabbi et envisageait de simplifier la chorégraphie pour elle ; cependant, il fut immédiatement impressionné par ses compétences lors de la première répétition,. En préparation, elle a dû apprendre les pas de danse contemporaine pour son rôle en seulement neuf jours en raison d'engagements envers d'autres projets. Roktim Rajpal d'India Today a pris note de la capacité de Gabbi à « transmettre beaucoup de choses à travers le silence et les expressions » et a apprécié son alchimie avec Khattar compte tenu de la durée du film. Cependant, d'autres critiques du film ont généralement estimé que le film donnait la priorité à la mise en valeur des capacités de l'iPhone au détriment de la qualité du scénario,,. La prochaine sortie de Gabbi, le drame policier punjabi Kali Jotta, a été créée une semaine après Fursat. Elle incarne une avocate qui enquête sur la disparition de son ancien professeur d'école (joué par Neeru Bajwa ). Le film a été salué par la critique dès sa sortie ; Sukhpreet Kahlon de The Indian Express a écrit que Gabbi a apporté « une exubérance insouciante à sa performance ». Kali Jotta a connu un succès commercial majeur, se classant au troisième rang des films punjabi les plus rentables de l'année.
Un tournant dans la carrière de Gabbi s'est produit dans la série d'époque Jubilee de Vikramaditya Motwane, dans laquelle elle est apparue parmi un casting qui comprenait Aparshakti Khurana, Sidhant Gupta et Aditi Rao Hydari,. Dans le contexte de l'émergence de l'industrie cinématographique hindi dans l'Inde post-partition, elle incarne Niloufer, une courtisane obstinée qui aspire à devenir actrice. Motwane a choisi Gabbi pour le rôle en raison de sa compréhension des nuances et des émotions requises par le réalisateur, ainsi que de sa « magnifique présence à l'écran ». Pour préparer la chanson "Babuji Bhole Bhale", elle s'est inspirée des actrices Rekha, Priyanka Chopra et Aishwarya Rai Bachchan . Lors de sa sortie sur Amazon Prime Video, Jubilee a reçu des éloges de la critique, la performance de Gabbi étant également accueillie positivement. Shilajit Mitra du Hindu a écrit que « Gabbi consolide sa réputation comme l'une des actrices les plus prometteuses et franchement époustouflantes de notre époque », et Saibal Chatterjee de NDTV l'a décrite comme « splendide » et a pris note des subtilités qu'elle a montrées au fur et à mesure que son personnage se développait,. La critique Udita Jhunjhunwala a observé que si ses performances dans Grahan, Mai: A Mother's Rage et Modern Love Mumbai ont démontré sa polyvalence dans une certaine mesure, c'est Jubilee qui a vraiment mis en valeur ses capacités en tant qu'actrice. Elle a été nommée pour le prix de la meilleure actrice dans une série dramatique aux Filmfare OTT Awards. En mai, Gabbi a de nouveau figuré dans la franchise Modern Love pour son itération tamoule, Modern Love Chennai ; elle a cité son aspiration à collaborer avec le réalisateur Thiagarajan Kumararaja comme la principale raison pour laquelle elle a accepté le projet. Elle a interprété une femme chargée d'aider son ex-petit ami (joué par PB) à retrouver la mémoire après un accident de voiture, une intrigue que Bhuvanesh Chandar de Firstpost considérait comme le point culminant de la série.

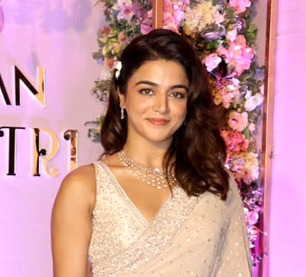
Gabbi en 2024

Le mois suivant, Gabbi retrouve Bhardwaj pour leur troisième collaboration dans son adaptation du roman d'Agatha Christie Le mystère de Sittaford — la série de thrillers Charlie Chopra &amp; the Mystery of Solang Valley. Basé sur le personnage de Trefusis, Gabbi a joué un détective qui tente de prouver l'innocence de son fiancé (joué par Vivaan Shah ) dans le meurtre de son oncle, un rôle qu'elle a décrit comme « mon plus ambitieux à ce jour » et pour lequel elle a passé deux mois à se préparer,. La série lui a également demandé de briser le quatrième mur, une technique pour laquelle elle s'est inspirée du personnage de Phoebe Waller-Bridge dans Fleabag. Citant la série comme l'un des projets les plus faibles de Bhardwaj, Sanyukta Thakare de Mashable India a trouvé que l'intrigue faible avait limité la performance de Gabbi, mais pensait qu'elle « était très prometteuse dans les moments de profonde émotion ». Elle a attiré davantage l'attention grâce à son rôle dans le thriller d'espionnage Khufiya de Bhardwaj, aux côtés de Tabu et Ali Fazal. Lors du casting de Gabbi pour le film, Bhardwaj s'est souvenu de son audition pour son adaptation mise en suspens de Midnight's Children. Dans une critique mitigée du film, Shomini Sen de WION a félicité Gabbi pour avoir tenu bon en présence de Tabu et Fazal, bien qu'elle soit une actrice relativement nouvelle. Elle a remporté son premier prix pour la meilleure actrice dans un second rôle dans un film original Web aux Filmfare OTT Awards et a obtenu une nomination supplémentaire pour la meilleure actrice lors de la cérémonie. Décrivant ses fréquentes collaborations avec Bhardwaj, elle a qualifié cela de « privilège » de travailler avec lui et a révélé qu'il lui avait inculqué confiance en tant qu'actrice à un moment où elle envisageait d'arrêter.
Gabbi a ensuite joué dans le film d'action hindi Baby John (2024), avec Varun Dhawan dans le rôle-titre. Elle a d'abord hésité à accepter le rôle car c'était la première fois qu'elle tournait des séquences d'action. Sukanya Verma de Rediff.com a déploré que « la charismatique Wamiqa Gabbi soit gâchée » dans un rôle mal écrit. Il n'a pas réussi à récupérer ses ₹de roupies estimés. d'investissement.

#### Projets à venir
Elle a plusieurs projets à venir dans plusieurs langues, dont le film fantastique tamoul Genie aux côtés de Jayam Ravi ; la romance tamoule Iravaakaalam face à SJ Suryah ; la romance punjabi Kikli aux côtés de Mandy Takhar et Jobanpreet Singh ; le film d' action malayalam Tiki Taka avec Asif Ali ; le thriller d'espionnage Telugu G2 avec Adivi Sesh et Emraan Hashmi ;  La comédie hindi de Vikas Bahl , Dil Ka Darwaaza Khol Na Darling avec Jaya Bachchan et Siddhant Chaturvedi ; et la mini-série fantastique Hindi Netflix de Raj &amp; DK Rakt Brahmand : The Bloody Kingdom aux côtés de Samantha Ruth Prabhu, Aditya Roy Kapur et Ali Fazal.

## Filmographie

### Films
| † | Indique les films qui ne sont pas encore sortis |

| Année   | Titre                             | Rôle                    | Langue    | Notes                  | Ref.   |
| ------- | --------------------------------- | ----------------------- | --------- | ---------------------- | ------ |
| 2007    | Jab We Met                        | Cousine de Geet et Roop | Hindi     |                        | [ 7 ]  |
| 2009    | Love Aaj Kal                      |                         | Hindi     |                        | [ 88 ] |
| 2011    | Mausam                            | Fille de Lala Durgadas  | Hindi     |                        | [ 89 ] |
| 2012    | Bittoo Boss                       | Soeur de Mrinalini      | Hindi     |                        | [ 90 ] |
| 2013    | Sixteen                           | Tanisha                 | Hindi     |                        | [ 8 ]  |
| 2013    | Tu Mera 22 Main Tera 22           | Nikky                   | Punjabi   |                        | [ 12 ] |
| 2014    | Ishq Brandy                       | Kimmi                   | Punjabi   |                        |        |
| 2015    | Ishq Haazir Hai                   | Simar                   | Punjabi   |                        | [ 91 ] |
| 2015    | Bhale Manchi Roju                 | Sitha                   | Telugu    | Présentée comme Vamika | [ 15 ] |
| 2016    | Maalai Nerathu Mayakkam           | Manoja                  | Tamil     |                        | [ 16 ] |
| 2017    | Godha                             | Adithi Singh            | Malayalam |                        | [ 18 ] |
| 2017    | Nikka Zaildar 2                   | Saawan Kaur             | Punjabi   |                        | [ 23 ] |
| 2018    | Parahuna                          | Maano                   | Punjabi   |                        | [ 26 ] |
| 2019    | Nine                              | Eva                     | Malayalam |                        | [ 27 ] |
| 2019    | Nadhoo Khan                       |                         | Punjabi   |                        | [ 28 ] |
| 2019    | Dil Diyan Gallan                  | Natasha                 | Punjabi   |                        | [ 29 ] |
| 2019    | Nikka Zaildar 3                   | Palpreet                | Punjabi   |                        | [ 30 ] |
| 2019    | Doorbeen                          |                         | Punjabi   |                        |        |
| 2020    | Galwakdi                          | Amberdeep Kaur          | Punjabi   |                        | [ 92 ] |
| 2021    | 83                                | Annu Lal                | Hindi     |                        | [ 34 ] |
| 2023    | Fursat                            | Diya Srivastav          | Hindi     | Court métrage          | [ 93 ] |
| 2023    | Kali Jotta                        | Anant                   | Punjabi   |                        | [ 59 ] |
| 2023    | Khufiya                           | Charu Ravi Mohan        | Hindi     |                        | [ 94 ] |
| 2024    | Baby John                         | Tara / Adhira Verman    | Hindi     |                        | [ 95 ] |
| 2025    | Bhool Chuk Maaf                   | Titli Mishra            | Hindi     |                        | [ 96 ] |
| 2025    | Kikli †                           | À venir                 | Punjabi   | Finalisé               | [ 83 ] |
| À venir | Iravaakaalam †                    | À venir                 | Tamil     | Finalisé               | [ 82 ] |
| À venir | Genie †                           | À venir                 | Tamil     | En tournage            | [ 81 ] |
| À venir | Dil Ka Darwaaza Khol Na Darling † | À venir                 | Hindi     | En tournage            | [ 86 ] |
| À venir | Tiki Taka †                       | À venir                 | Malayalam | En tournage            | [ 84 ] |
| À venir | G2 †                              | À venir                 | Telugu    | En tournage            | [ 85 ] |
| À venir | Bhooth Bangla †                   | À venir                 | Hindi     | En tournage            | [ 97 ] |

### Télévision
| Année   | Titre                                         | Rôle                        | Langue | Ref.    |
| ------- | --------------------------------------------- | --------------------------- | ------ | ------- |
| 2021    | Grahan                                        | Manjeet Kaur Chhabra / Manu | Hindi  | [ 98 ]  |
| 2022    | Mai: A Mother's Rage                          | Supriya Chaudhary           | Hindi  | [ 99 ]  |
| 2022    | Modern Love Mumbai                            | Megha                       | Hindi  | [ 100 ] |
| 2023    | Jubilee                                       | Nilofer Qureshi             | Hindi  | [ 101 ] |
| 2023    | Modern Love Chennai                           | Sam                         | Tamil  | [ 102 ] |
| 2023    | Charlie Chopra & the Mystery of Solang Valley | Charlie Chopra              | Hindi  | [ 103 ] |
| À venir | Rakt Brahmand: The Bloody Kingdom †           | À venir                     | Hindi  | [ 87 ]  |

### Vidéos musicales
| Année | Chanson              | Langue(s) | Chanteur                          | Ref.    |
| ----- | -------------------- | --------- | --------------------------------- | ------- |
| 2017  | "Manak Di Kali"      | Punjabi   | Ranjit Bawa                       |         |
| 2017  | "Angreji Wali Madam" | Punjabi   | Kulwinder Billa, Shipra Goyal     |         |
| 2018  | "Teri Khaamiyan"     | Punjabi   | Akhil                             | [ 104 ] |
| 2018  | "100 Percent"        | Punjabi   | Garry Sandhu                      |         |
| 2020  | "Kajla"              | Punjabi   | Tarsem Jassar                     | [ 105 ] |
| 2021  | "Kade Kade"          | Punjabi   | Ammy Virk                         | [ 106 ] |
| 2021  | "Tere Laare"         | Punjabi   | Afsana Khan, Amrit Maan           | [ 107 ] |
| 2024  | "Ittefaq"            | Hindi     | Siddhant Chaturvedi, OAFF, Savera | [ 108 ] |

## Prix et nominations
| Année | Récompense              | Catégorie                                                   | Rôle            | Résultat   | Ref.    |
| ----- | ----------------------- | ----------------------------------------------------------- | --------------- | ---------- | ------- |
| 2018  | Filmfare Awards Punjabi | Meilleure actrice (Critique)                                | Nikka Zaildar 2 | Nomination | [ 109 ] |
| 2023  | Filmfare OTT Awards     | Meilleure actrice dans une série dramatique                 | Jubilee         | Nomination | [ 67 ]  |
| 2024  | Filmfare OTT Awards     | Meilleure actrice dans un film en ligne original            | Khufiya         | Nomination | [ 110 ] |
| 2024  | Filmfare OTT Awards     | Meilleur second rôle féminin dans un film en ligne original | Khufiya         | Lauréat    | [ 110 ] |